# Sulzheim (Unterfranken)

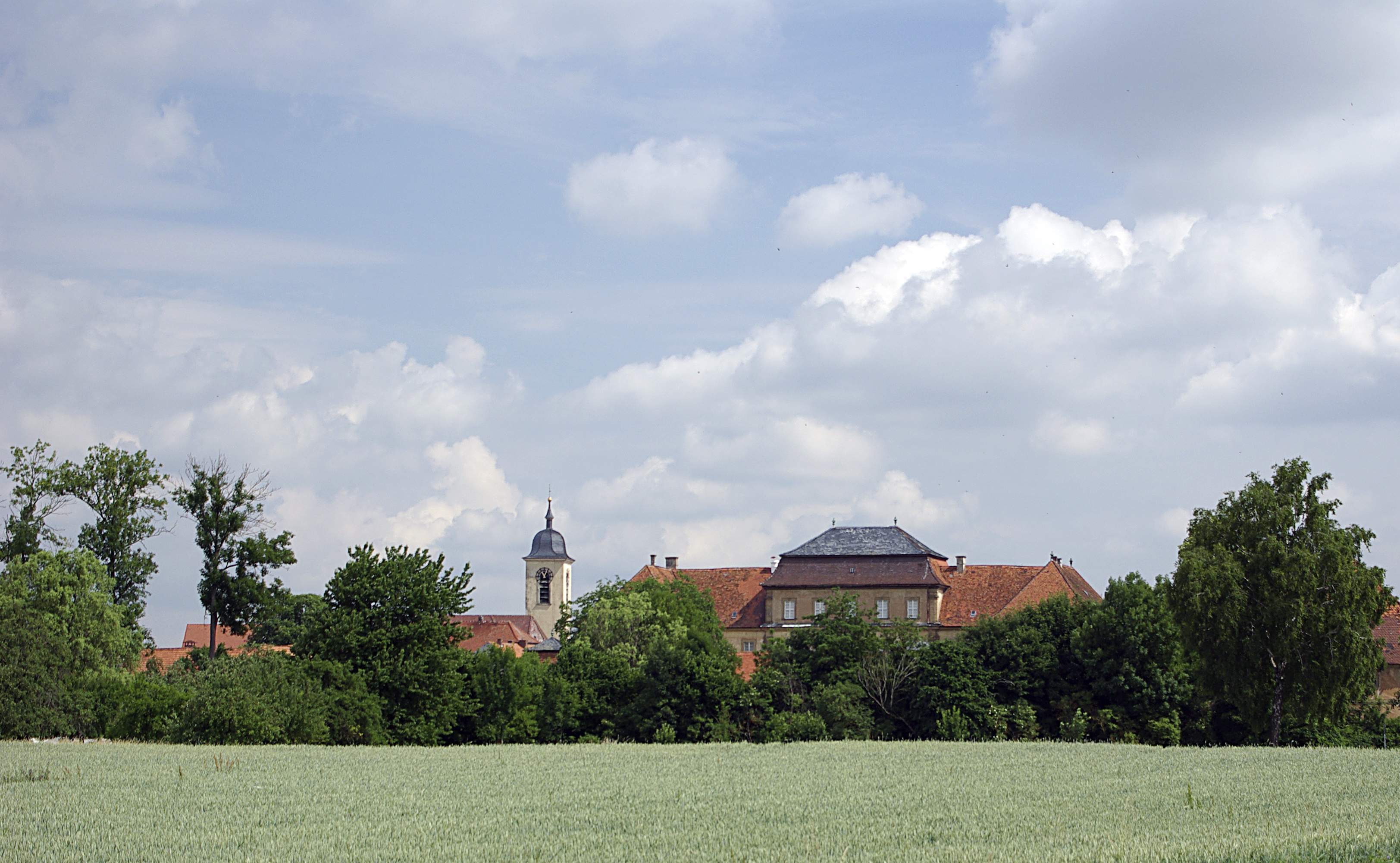
Kirche und Schloss in Sulzheim

Sulzheim ist eine Gemeinde im unterfränkischen Landkreis Schweinfurt. Die Gemeinde ist Mitglied der Verwaltungsgemeinschaft Gerolzhofen.

## Geografie

### Lage
Die Gemeinde liegt im Steigerwaldvorland, 13 km südsüdöstlich von Schweinfurt.

### Gemeindegliederung
Es gibt sechs Gemeindeteile (in Klammern ist der Siedlungstyp angegeben):
- Alitzheim (Kirchdorf)
- Mönchstockheim (Kirchdorf)
- Sulzheim (Pfarrdorf)
- Unkenmühle (Einöde)
- Vögnitz  (Kirchdorf)
- Vögnitzmühle (Einöde)

Die Einöde Lindenhof zählt zum Gemeindeteil Sulzheim.
Es gibt auf dem Gemeindegebiet die Gemarkungen Alitzheim, Mönchstockheim, Sulzheim und Vögnitz. Die Gemarkung Sulzheim hat eine Fläche von 10,227 km². Sie ist in 1228 Flurstücke aufgeteilt, die eine durchschnittliche Flurstücksfläche von 8328,41 m² haben. In ihr liegt neben dem namensgebenden Ort der Gemeindeteil Unkenmühle.

### Nachbargemeinden
Nachbargemeinden sind (von Norden beginnend im Uhrzeigersinn): Grettstadt, Donnersdorf, Dingolshausen, Gerolzhofen, Frankenwinheim und Kolitzheim.

### Relief und Bodenbeschaffenheit
Das Relief in der Gemeinde ist geprägt von relativ Flachen Strukturen, die aber durch Wellenelementen durchbrochen werden. Dies ist die typische Landschaft für die mittelhohe Gegend am Fuße des Steigerwaldes. Unregelmäßigkeiten in der Bodenstruktur und im Bodengestein findet man vor allem in der Nähe des Sulzheimer Waldes, der von starken Wellen und Gipsgesteinen geprägt ist. Dieser Gips bildete sich in der frühen Steinzeit und wird industriell abgebaut.

## Geschichte

### Bis zur Gemeindegründung
In einem Gipsbruch nördlich von Sulzheim wurde ein frühmittelalterliches Gräberfeld gefunden. Eine Grabung im Jahr 1964 legte mehrere recht ärmliche Gräber frei, die aus der Zeit um 600 stammen.
Als Teil des Hochstiftes Würzburg (mit einigen Rechten auch des Klosters Ebrach) wurde Sulzheim 1803 zugunsten Bayerns säkularisiert und im Frieden von Preßburg 1805 dem Erzherzog Ferdinand von Toskana zur Bildung des Großherzogtums Würzburg überlassen, mit dem es 1814 an das Königreich Bayern fiel. Das Amt Sulzheim mit 21 umliegenden Ortschaften sowie Schloss Sulzheim gingen 1815 als Abfindung für das Postregal im früheren Großherzogtum Würzburg und im Fürstentum Aschaffenburg an das Haus Thurn und Taxis. Im Zuge der Verwaltungsreformen in Bayern entstand mit dem Gemeindeedikt von 1818 die heutige Gemeinde. Das Fürstlich Thurn und Taxis’sche Herrschaftsgericht bestand bis 1848.
Das 1948 gegründete Gipswerk entwickelte sich zum wichtigsten Arbeitgeber Sulzheims.

### 21. Jahrhundert
Am 30. Juni 2007 wurde im noch erhaltenen östlichen Teil der ehemals dreiteiligen Zehntscheune des Klosters Ebrach ein Gipsinformationszentrum eröffnet. Schwerpunkte bilden die Entstehung und die Geschichte des Abbaus der in Sulzheim anstehenden Grundgipsschichten des Mittleren Keupers. Neben Informationen zur Kristallausbildung dieses Salzes der Schwefelsäure, zu den Verkarstungserscheinungen der oberflächennahen Gipslager und den unterschiedlichen Verwendungsmöglichkeiten dieses bedeutendsten Bodenschatzes des Steigerwaldvorlandes, erfährt man viel Wissenswertes über die Flora und Fauna des überregional bedeutsamen Naturschutzgebietes der Sulzheimer Gipshügel. Am Gips-Informationszentrum (GIZ) beginnt ein sieben Kilometer langer Gipsparcours mit fünf Informationstafeln rund um den Gips zu den Themen Archäologie, Gipswerk, Naturschutz, Abbau, Gipsmühle, Gipshügel und Gebäude aus Gipsstein.

### Eingemeindungen
Im Zuge der Gebietsreform in Bayern wurde am 1. Januar 1972 die Gemeinde Alitzheim und am 1. Mai 1978 die Gemeinden Mönchstockheim und Vögnitz eingegliedert.

### Einwohnerentwicklung
|  | Die vier Ortschaften hatten 2015 folgende Einwohnerzahlen: - Alitzheim: 719 - Mönchstockheim: 452 - Sulzheim: 816 - Vögnitz: 118 |

Im Zeitraum 1988 bis 2018 stieg die Einwohnerzahl von 1782 auf 2010 um 228 Einwohner bzw. um 12,8 %. 2000 hatte die Gemeinde 2051 Einwohner.
Quelle: BayLfStat

## Politik

### Gemeinderat und Bürgermeister
Bei der Gemeinderatswahl am 15. März 2020 ergab sich folgende Stimmen- und Sitzverteilung:
| Liste                        | %     | Sitze |
| ---------------------------- | ----- | ----- |
| Wählergemeinschaft Sulzheim  | 39,52 | 6     |
| Wählergemeinschaft Alitzheim | 29,41 | 4     |
| Bürgerblock Mönchstockheim   | 22,63 | 3     |
| Wählergemeinschaft Vögnitz   | 8,45  | 1     |
| gesamt                       | 100   | 14    |

Gegenüber der vorhergehenden Amtszeit 2014 bis 2020 musste der Bürgerblock Mönchstockheim einen Sitz an die Wählergemeinschaft Sulzheim abgeben. Die Wahlbeteiligung betrug 75,12 %.
Zusätzlich gehört dem Gemeinderat Bürgermeister Jürgen Schwab (Wählergemeinschaft Vögnitz) an, der am 1. Mai 2014 Nachfolger von Michael Geck wurde. Schwab wurde am 15. März 2020 mit 62,2 % der Stimmen für sechs weitere Jahre gewählt.

### Wappen
|                         | Blasonierung: „Geteilt von Gold und Rot; oben ein springender schwarzer Eber, der einen silbernen Abtstab schräg im Maul hält; unten ein schwebender silberner Zinnenturm, dem zwei schräg gekreuzte goldene Rohrkolben unterlegt sind.“ |
| Wappenführung seit 1966 | |

## Kultur und Sehenswürdigkeiten

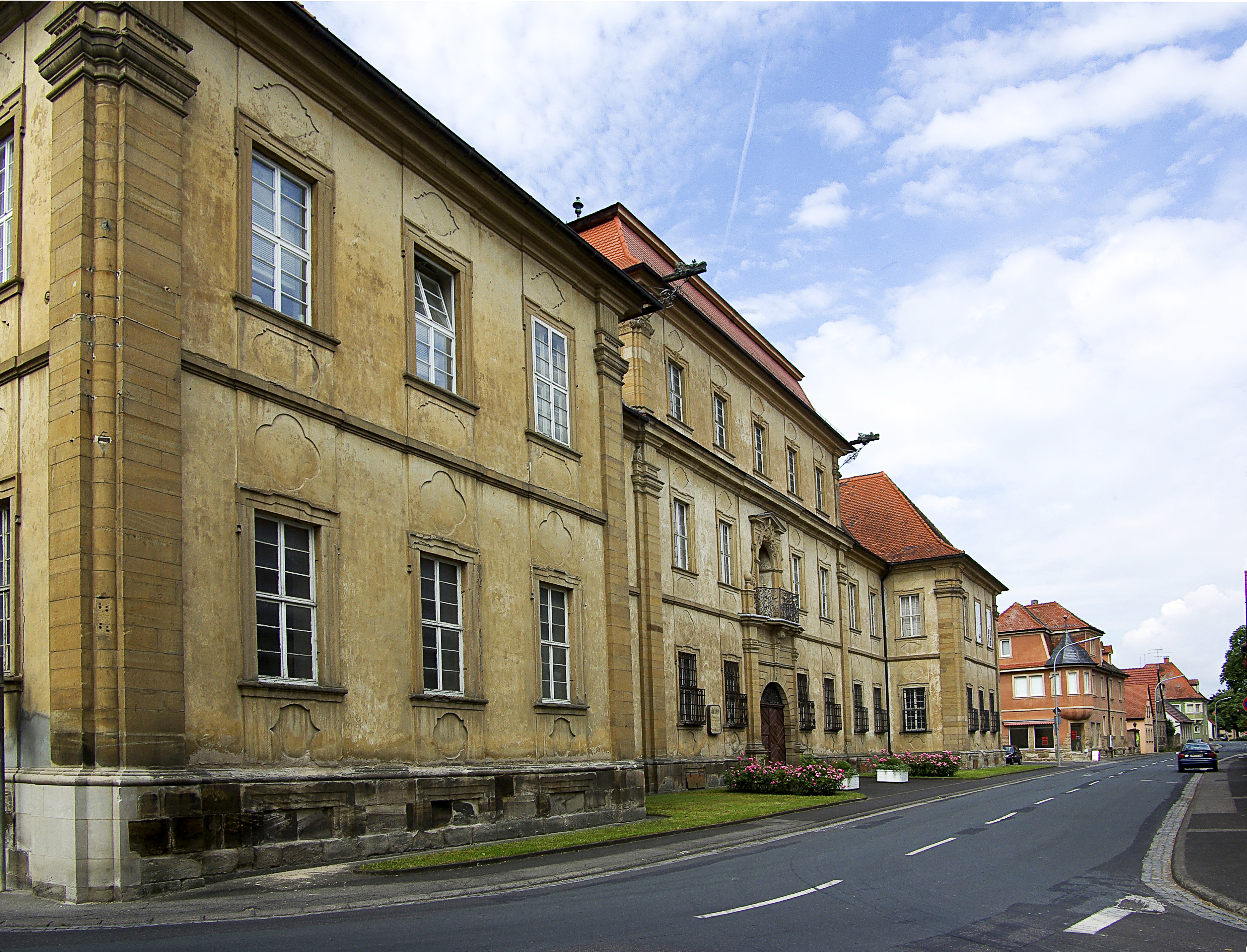
Schloss Sulzheim

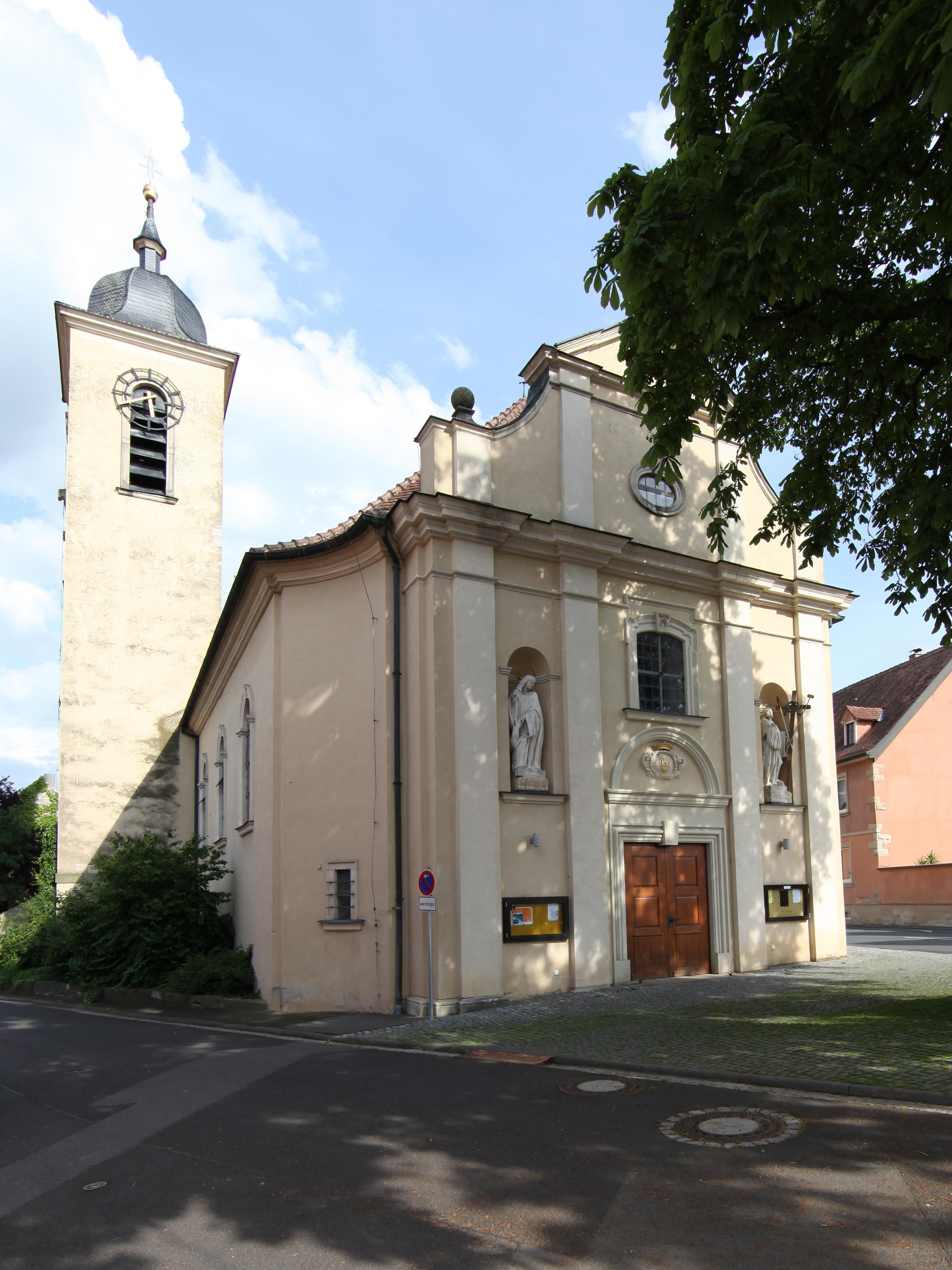
Katholische Kirche St. Aegidius

### Sehenswürdigkeiten
- Schloss Sulzheim
- Katholische Kirche St. Ägidius in Sulzheim, Chor und Fassade 1717–1722 erbaut, Turm und Langhaus von 1932
- Naturschutzgebiet Sulzheimer Gipshügel
- Gipsinformationszentrum

## Wirtschaft und Infrastruktur

### Wirtschaft
Es gab 2014 nach der amtlichen Statistik im produzierenden Gewerbe keine und im Bereich Handel und Verkehr 15, im Bereich Öffentliche und private Dienstleistungen 39 sozialversicherungspflichtig Beschäftigte am Arbeitsort. Sozialversicherungspflichtig Beschäftigte am Wohnort gab es insgesamt 945. Im verarbeitenden Gewerbe gab es einen und im Bauhauptgewerbe keinen Betrieb. Im Jahr 2010 bestanden zudem 38 landwirtschaftliche Betriebe mit einer landwirtschaftlich genutzten Fläche von insgesamt 1293 Hektar, davon waren 1210 Hektar Ackerfläche und 64 Hektar Dauergrünfläche.

### Verkehr

#### Straßenverkehr
Sulzheim liegt an der B 286, die bis zur A 3 im Süden und bis Schweinfurt im Norden als kreuzungsfreie Schnellstraße ausgebaut ist. Richtung Schweinfurt ist sie drei- und vierstreifig, Sulzheim besitzt eine eigene Anschlussstelle. Die Fahrtzeit von Sulzheim bis zur Schweinfurter Innenstadt beträgt nur etwa 15 Minuten.

#### Bahnstrecke Kitzingen-Schweinfurt
Mit dem beginnenden 20. Jahrhundert erhielt Sulzheim einen Anschluss an das bayernweite Eisenbahnnetz. Im Jahre 1893 wurde der Abschnitt Kitzingen-Gerolzhofen der sogenannten Steigerwaldbahn (auch Untere Steigerwaldbahn) fertiggestellt. Die Nebenbahn verband ab 1903 Kitzingen mit dem Schweinfurter Hauptbahnhof und war damit eine der längeren Nebenstrecken in Deutschland. Neben Sulzheim wurde auch der Ortsteil Alitzheim mit einem Haltepunkt ausgestattet.
Seit den 1980er Jahren begann man den Verkehr auf der Strecke zu reduzieren. Ab 1987 fuhren zwischen Gerolzhofen und Schweinfurt nur noch Personenbusse, der Güterverkehr wurde Mitte 2006 aufgegeben. Seit längerer Zeit gibt es Initiativen zur Reaktivierung des Personenverkehrs auf der stillgelegten Strecke. Anfang 2019 entbrannte ein heftiger, bis heute andauernder Streit über die Ausgestaltung der Wiederinbetriebnahme, der zum Politikum wurde.

### Bildung
Es gibt folgende Einrichtungen (Stand: 2015):
- je einen Kindergarten in Alitzheim und Sulzheim mit insgesamt 119 Kindergartenplätzen und 92 Kindern
- eine Grundschule als Außenstelle der Volksschule am Zabelstein in Donnersdorf mit einigen Klassen
- Bücherei im Pfarrzentrum

### Einstiger US-Standortübungsplatz

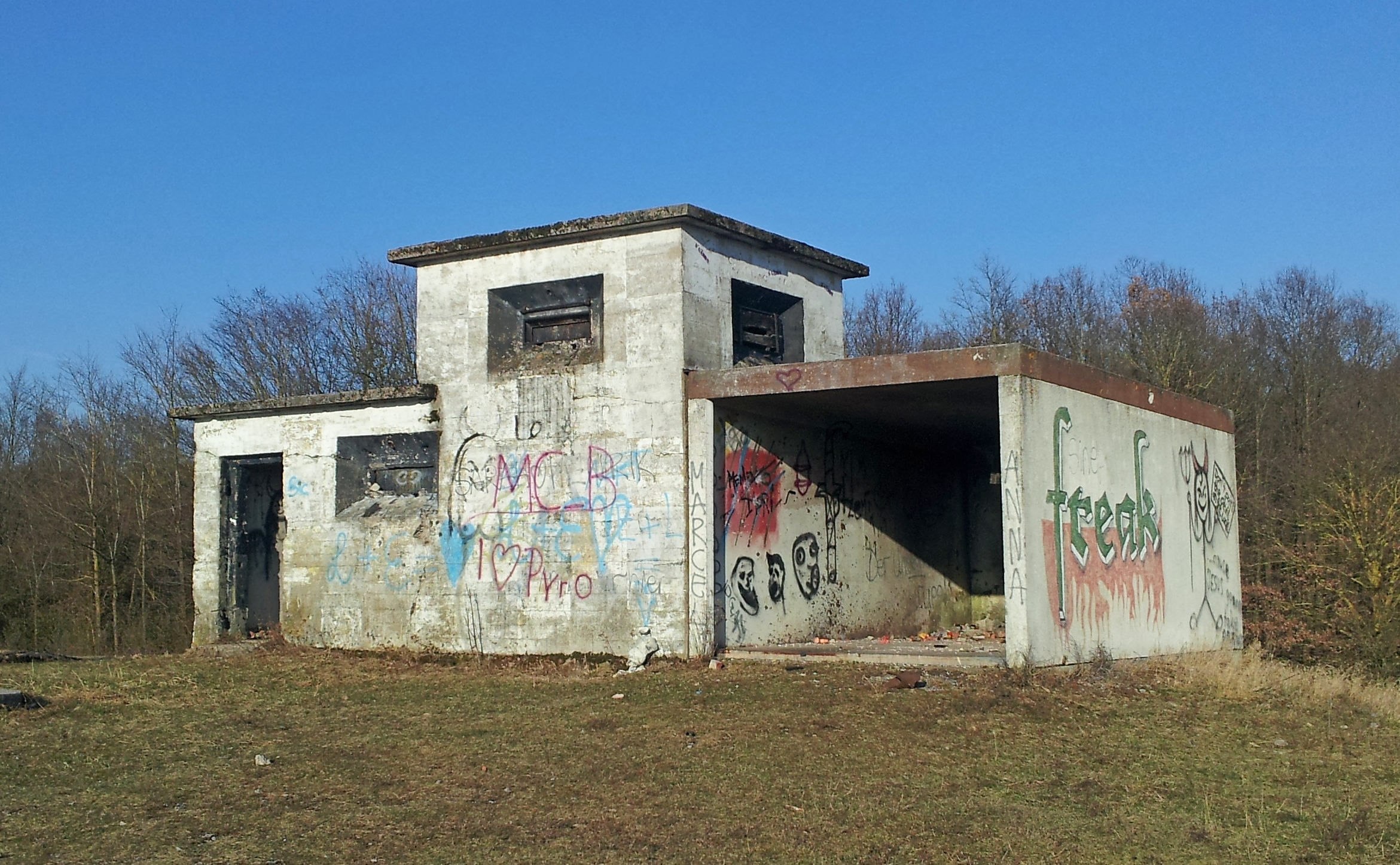
Beobachtungsposten auf dem Übungsplatz

Ein Standortübungsplatz der Schweinfurter Garnison der US-Army, die Sulzheim Training Area, wurde 2014 geschlossen (siehe: U.S. Army Garrison Schweinfurt).

## Söhne und Töchter der Gemeinde
- Kolumban Rösser (* 1736; † 1780), Benediktinerpater und Philosoph, geboren in Mönchstockheim
- Wilhelm Joseph Behr (* 1775; † 1851), deutscher Staatsrechtslehrer und Politiker
- Friedrich Karl Stahl (* 1811; † 1873), Psychologe, geboren in München
- Josef Alois Reinhart (* 1899; † 1977), NSDAP-Politiker